# Oceanodroma tethys
Oceanodroma tethys là một loài chim trong họ Hydrobatidae.